# Joaquim Xicoy i Bassegoda
Joaquim Xicoy i Bassegoda   (Barcelona, 15 de setembre de 1925 - Barcelona, 16 de novembre de 2006) fou un advocat i polític català.

## Biografia
Llicenciat en dret per la Universitat de Barcelona, s'especialitzà en assessoria empresarial i fou membre de la junta de govern del Col·legi d'Advocats de Barcelona (1954-1958) i també membre d'Òmnium Cultural i de la Fundació Congrés de Cultura Catalana.
Pertanyé a Esquerra Demòcrata Cristiana (1956-1974) i participà en el procés d'integració a Unió Democràtica de Catalunya (UDC), de la qual va ser militant des del 1975 i en la qual va ostentar els càrrecs de vicepresident del Consell Nacional (1979-1980) i president del comitè de govern (1981-1982).
Fou membre de la Junta de Seguretat de Catalunya (1980-1982) i diputat per la circumscripció de Barcelona al Congrés dels Diputats (1982-1986). El 1985-1986 fou Secretari de la Comissió d'Estudi de la fecundació in vitro i inseminació artificial del Congrés dels Diputats.
El 1986 fou nomenat conseller de Justícia del Govern de la Generalitat de Catalunya, càrrec que ocupà fins a les eleccions del 1988, després de les quals fou elegit president del Parlament de Catalunya en la III legislatura (1988-1992) i reelegit en el càrrec fins al 1995. L'any 2000 va rebre la Medalla d'Honor del Parlament de Catalunya. Va ser també president de l'Associació d'Antics Diputats al Parlament de Catalunya.

## Obres i publicacions
Va publicar, entre d'altres, els assaigs Balmes i la Constitució i Un nou concepte de la guerra, un pas vers la pau. També va col·laborar a El Ciervo, El Correo Catalán, l'Avui i La Vanguardia.